# 姫騎士がクラスメート!
『姫騎士がクラスメート!』（ひめきしがクラスメート）はEKZによる日本のオンライン小説（ジュブナイルポルノ）およびそれを原作とする漫画。
小説家になろうのR18部門『ノクターンノベルズ』上に連載されていたが、その後、ビギニングノベルズ（キルタイムコミュニケーション社）でコミカライズが書籍化された。イラストは吉沢メガネが担当。漫画はNO.ゴメスによって『コミックヴァルキリー』で連載されている。

## あらすじ
冴えない学生の小田森トオルは、修学旅行中にバスが事故にあい、クラスメートとともに異世界へと転生することとなる。彼が異世界で手に入れたのは、「魔隷術師」というジョブだった。人間を精神操作によって奴隷（魔隷）としてしまう力を手に入れたトオルは、洞窟をアジトとして村娘や女冒険者を性的な玩具とし、自らの戦力に加えた。
こうして悪事を働いていたトオルは、異世界ではじめてクラスメートと再会することとなる。彼女の名前はキリカ。現世ではクラス委員長を務めていた心優しき美少女だった。キリカは「姫騎士」として王女システィナに仕える身であり、魔隷術師の討伐に派遣されていたのだった。
キリカは、少女たちを誘拐・強姦するトオルの行いに激怒し、彼を倒そうと斬りかかる。圧倒的な力をもつキリカだったが、トオルの魔隷アメリアの反撃と卑劣な罠によって身柄を拘束されてしまう。現世では憧れの的だった美少女キリカを魔隷化したトオルは、嫌がるキリカを無理やり犯し、その処女を奪ってしまう。泣きながら許しを乞うキリカだったが、一晩にわたってトオルの精液を子宮に注ぎ込まれることとなるのだった。
そんなとき、トオルの魔隷の一人シエラが行方不明となる。トオルは、魔隷たちを連れて、シエラをさらった魔族の少女パルミューラと戦うことになるのだった。

## 登場人物

### 主人公
トオル
現世では、ごく普通の学生「小田森トオル」であり、友人も恋人もいなかった。転生後は「魔隷術師」というジョブを手に入れ、捕まえた村娘や女冒険者を性的奴隷（魔隷）としていた。

### 魔隷
キリカ
現世では、成績優秀なクラス委員長「姫野桐華」であり、容姿端麗な美少女で人気者だった。かなり真面目な性格。転生後は「姫騎士」というジョブを手に入れ、システィナ姫に仕えていた。その後、悪事を働いていたトオルを討伐しに来るが、返り討ちにあいレイプされた。その後は魔隷として服従を強いられるものの、ジョブの魔法抵抗が高いため完全に隷属はしていない。トオルに対する反感を抱きつつも、やむをえず彼の戦いに協力し、また犯される日々を送ることとなる。
ニーナ
女法術師。ハーフロングの金髪と、ほっそりとしたかなり幼い容姿の少女。もともとは冒険者のパーティに加わり、村娘を誘拐したトオルを倒しに来たが、彼の罠にかかり魔隷化された。トオルが最初に犯した魔隷である。その後はトオルのことを「ご主人様」と呼ぶようになり、甘えながら積極的に性的奉仕をするようになった。特に口を使って奉仕をすることが多い。
アメリア
女戦士。トオルよりも2歳ほど年上の野性的な美女。赤髪で胸元の大きく開いた服を着ている。もともとは男嫌いだったが、トオルに敗れて犯されてからは彼に従順な性的奴隷となった。
シエラ
エルフの少女。かなりの巨乳。トオルに魔隷化され犯された。
パルミューラ
魔族の女性。幼い外見だが数千年近く生き、ずっと純潔を守っていた。トオルを利用しようと企むも失敗し、かえって彼に幼い肢体を弄ばれることとなった。

### ランバディア王国
システィナ
王女。
セレスタ
システィナ姫に仕える女騎士。誇り高い性格。
グルーム
元大神官。
ユーリナ
女伯爵

### その他
フラミア
魔族の少女。
ディアーネ
エルフの女性。
リルナ
トオルとキリカのクラスメートの一人。

## 既刊一覧

### 小説
- EKZ（著）・吉沢メガネ（イラスト）『姫騎士がクラスメート! 』キルタイムコミュニケーション
  1. 2015年2月5日発行（2月3日発売）、ISBN 978-4-7992-0681-2
  2. 2015年8月20日発行（8月12日発売）、ISBN 978-4-7992-0774-1
  3. 2016年2月24日発売、ISBN 978-4-7992-0854-0
  4. 2016年10月7日発売、ISBN 978-4-7992-0948-6

### 漫画
- EKZ（原作）・吉沢メガネ（キャラクター原案）・空蝉（漫画原案）・NO.ゴメス（漫画）『姫騎士がクラスメート! THE COMIC』キルタイムコミュニケーション〈ヴァルキリーコミックス〉、既刊9巻（2025年7月8日現在）
  1. 2016年6月30日発売[4]、ISBN 978-4-7992-0920-2
  2. 2018年3月28日発売[5]、ISBN 978-4-7992-1131-1
  3. 2019年7月1日発売[6]、ISBN 978-4-7992-1272-1
  4. 2020年6月26日発売[7]、ISBN 978-4-7992-1382-7
  5. 2021年7月8日発売[8]、ISBN 978-4-7992-1521-0
  6. 2022年7月8日発売[9]、ISBN 978-4-7992-1662-0
  7. 2023年8月8日発売[10]、ISBN 978-4-7992-1802-0
  8. 2024年6月7日発売[11]、ISBN 978-4-7992-1914-0
  9. 2025年7月8日発売[12]、ISBN 978-4-7992-2061-0